# Chalé Carbis

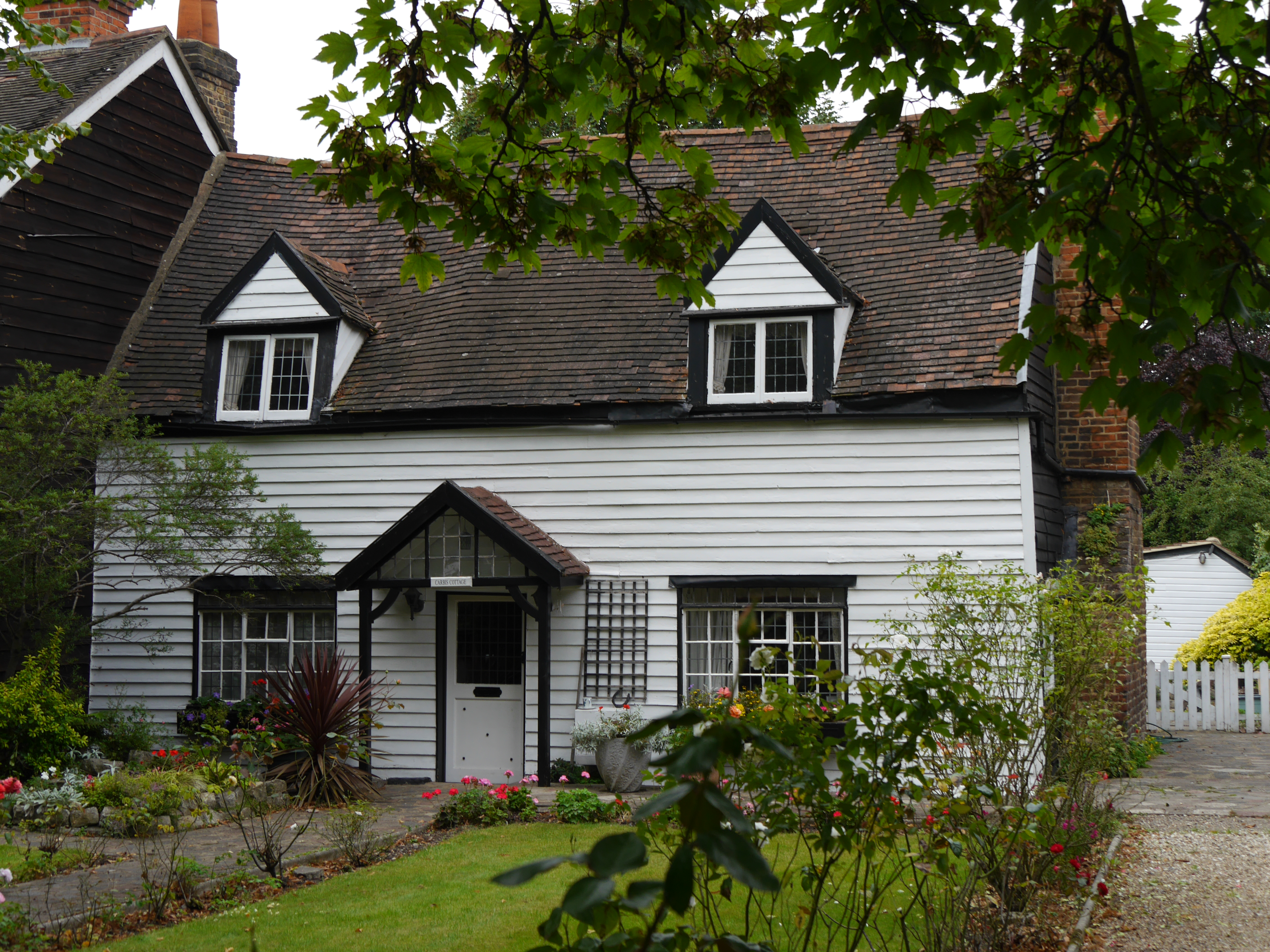
Chalé Carbis

O Chalé Carbis é uma casa listada de Grau II em The Green, Chingford, Londres, E4 7EN.
Provavelmente foi construído no século XVII.